# 永峰沙織
永峰沙織（1993年7月5日—）是一名日本射箭運動員，主攻女子反曲弓項目。她曾獲得世界大學射箭錦標賽女子團體反曲弓季軍。

## 人物
她出生於日本長崎縣佐世保市。自江迎中學畢業後，選擇當地的佐世保商業高校就讀，因此開始接觸射箭運動，曾獲得全國高中女子個人冠軍。之後進入長崎國際大學，曾代表日本參加2015年世界射箭錦標賽，獲得團體第四名。目前是ミキハウス的成員之一。

## 外部連結
- World Archery （页面存档备份，存于）